# Студенческая забастовка

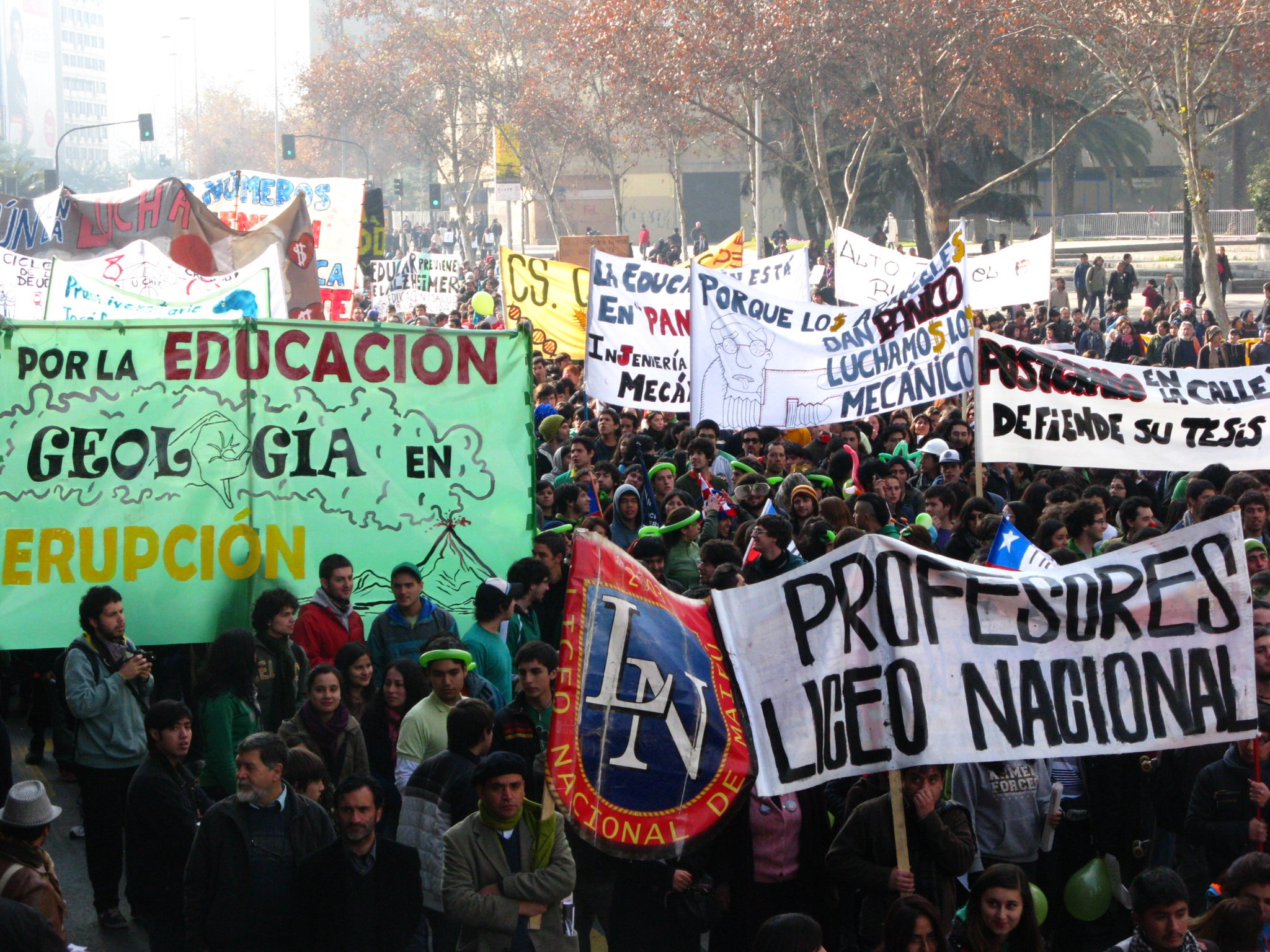
Студенческие протесты в Чили, 2011 год

Студенческая забастовка — форма студенческого протеста. Бойкот и лекции используются для привлечения внимания общественности к проблемам студенчества и создания открытого пространства для студентов с целью участия в акциях. В отличие от протестов 1968 года студенческие забастовки в наше время, как правило, сосредоточены на непосредственных проблемах студентов и лишь отчасти затрагивают общегосударственные проблемы, проходят ненасильственно.
Проведение студенческих забастовок вызывает споры среди самих студентов, поскольку они не производят продукцию как рабочие, а сами по себе являются продуктом (Человеческий капитал). В отличие от забастовок рабочих, университеты не несут экономические потери и, как правило, не выступают против забастовок. Часто студенческие забастовки сопровождаются другими акциями (выступление на публике, акции в СМИ).
Носящие символический характер студенческие забастовки могут в ряде случаев иметь прямое политическое влияние (например, протест против Закона о первом найме во Франции в 2006 году) и высокое значение, наряду с забастовками рабочих. Студенческая забастовка 18 ноября 1989 года в Чехословакии привела к Бархатной революции.

## История
На Западе первые студенческие забастовки произошли ещё во времена Средневековья. Одной из наиболее ярких из них была Забастовка Парижского университета в 1229 году, которая длилась 2 года и добилась значительных уступок. В более поздние времена значительные забастовки пришлись на конец 1960-х — начало 1970-х годов: Майские события 1968 года во Франции начались как серия студенческих забастовок, массовые забастовки/бойкоты американских студентов как реакция на Камбоджийскую кампанию и Расстрел в Кентском университете в Огайо. 4 миллиона студентов из более чем 450 университетов, колледжей и старших школ приняли участие в Студенческой забастовке 1970 года.
Первая массовая всеуниверситетская забастовка студентов прошла по всей Германии в 1988/89 году. По инициативе Свободного университета Берлина, которую подхватили другие университеты, участники вышли с требованием «освободить университет». Многие институты получили новые наименования. Во Франкфурте-на-Майне возникли формы самоорганизации — Комитеты действий, Центральный экспертный совет и Всеобщие собрания. В результате введены учебные руководства для студентов до 2002 года и внедрение программы реформирования медицины.
Студенческая забастовка 1997 года, начатая Гисенским университетом против недостатка университетов, стала крупнейшим студенческим протестным движением со времён протестов 1968 года. Протесты начались осенью 1997 года и к декабрю достигли пика с общенациональными многонедельными студенческими забастовками. Несмотря на то, что большая часть немецких университетов участвовала в протестах, а цели студентов поддержали политики и общество, волна протеста не спала до весны 1998 года.
В сентябре 2019 года возобновилась студенческая забастовка студентов Армянского государственного экономического университета, требующая реформирования изживших себя и неэффективных методов обучения.
- 1766 — Масляной бунт[англ.]
- 1919 — Движение 4 мая (Китай)

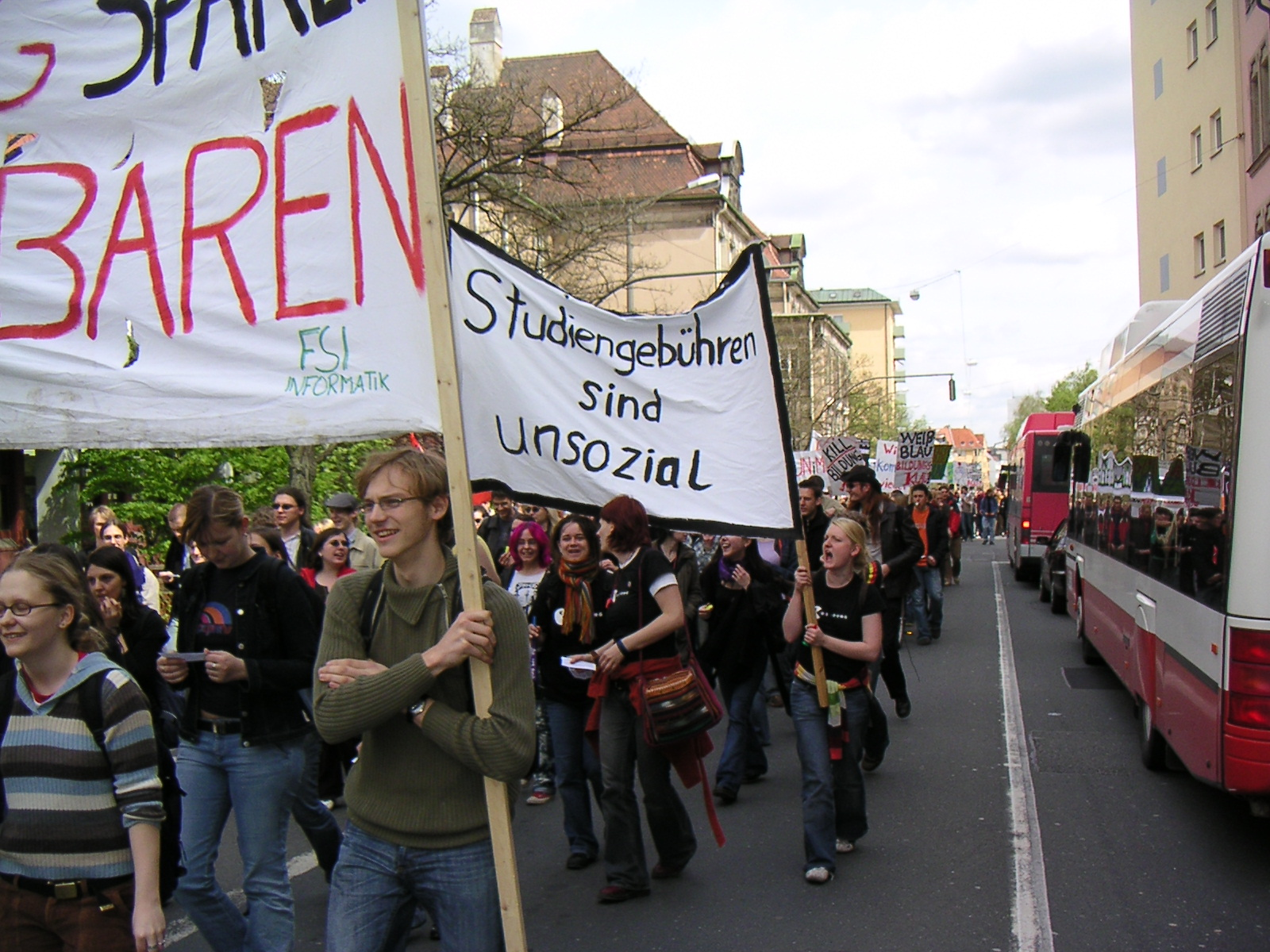
Студенческая забастовка в Эрлангене (Германия), 2005 год

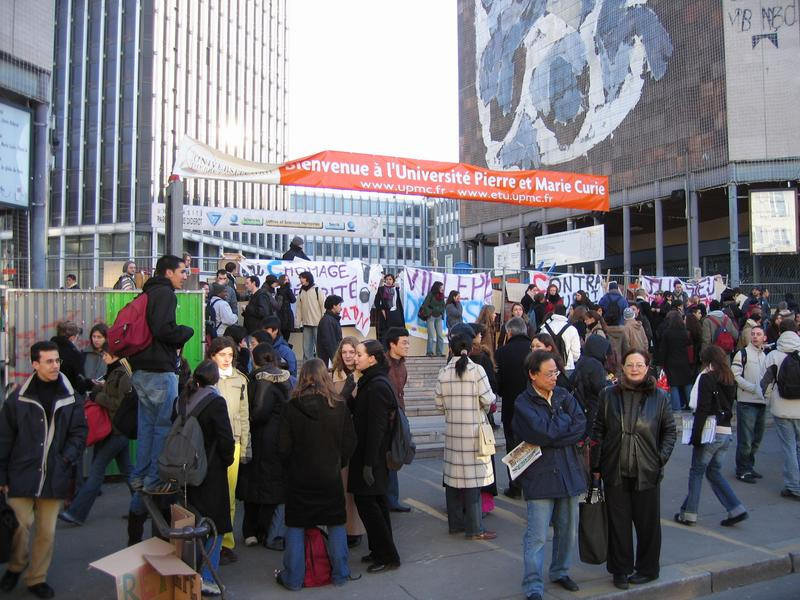
Акция против Закона о первом найме (Франция)

- 1956 — Студенческое движение Бухареста
- 1968 — Протесты 1968 года
  - Майские события во Франции
  - Студенческое движение в ФРГ и Западном Берлине
  - Студенческие демонстрации в Югославии[англ.]
  - Студенческие волнения в Мексике
  - Студенческие волнения в Италии
  - Протесты во время съезда Демократической партии США в Чикаго
- 1969 — Протесты в Польше
- 1970 — Студенческая забастовка в США[англ.]
- 1973 — Восстание в Афинском Политехническом университете (Греция)
- 1976 — Восстание в Соуэто (ЮАР)
- 1981 — Забастовка студентов Лодзинского университета (Польша)
- 1989 — События на площади Тяньаньмэнь
- 1996 — Забастовка студентов Квебека (Канада)
- 1996/1997 — Протесты в Сербии[англ.]
- 1997 — Студенческая забастовка в Германии[нем.]
- 1999 — Студенческие протесты в Иране[нем.]
- 2005 — Студенческая забастовка в Квебеке
- 2006 — Студенческие волнения в Иране
- 2006 — Студенческие протесты в Чили
- 2006 — Студенческие волнения против Закона о первом найме (Франция)
- 2009 — Студенческие протесты в Германии[нем.]
- 2010 — Студенческие волнения в Великобритании[англ.]
- 2011—2013 — Студенческие протесты в Чили
- 2014 — Массовое похищение в Игуале (Мексика)
- 2018 — Марш за наши жизни (США)
- 2019—2020 — Протесты в Чили
- 2024 — Пропалестинские протесты в университетских кампусах

### В России
В 1860-е годы слово забастовка ещё не утвердилось как термин, и в 1870-е говорили о беспорядках, только с 1880-х годов — «забастовки рабочих» (тут же «забастовки студентов», «забастовки занятий в учебных учреждениях»). Студенческие выступления в отдельных учебных заведениях России происходили периодически, начиная с 1860-х годов. Обычно протесты были направлены на достижение академических свобод, особенно после принятия университетского устава 1884 года. Поскольку студенческие объединения не были разрешены, они часто возникали нелегально или полулегально.
Со вступлением на престол императора Александра III студенческое движение в стране на некоторое время стихло. Во многом тому способствовало положение, согласно которому каждый студент, исключённый из университета за участие в революционном движении, навсегда лишался права поступать в любой университет. Однако уже вскоре вновь начались студенческие волнения протеста против произвола администрации, приобретшие политическое значение. Волнения студентов Московского университета в 1887 году в ответ на правительственную реакцию имели большое общественное значение и получили широкий отклик в среде учащейся молодёжи других городов — Петербурга, Харькова, Одессы, Казани. Петербургские студенты требовали удаления нового ректора М. А. Владиславцева, открытия студенческой столовой, разрешения землячества и пр.; в Казанском университете произошло столкновение студентов с полицией (участником был В. И. Ульянов). Характерной особенностью студенческих волнений 1887 года была попытка студентов связаться с московскими рабочими с целью привлечь в свою поддержку. Правительство в итоге направило полицию, временно закрыло 5 университетов и 2 института.
Весной 1890 года в протест на введение в высшие технические и сельскохозяйственные школы порядков университетского устава студенты Петровской сельскохозяйственной академии и Московского университета в знак солидарности собрались на сходку, но были окружены казаками и арестованы. Впоследствии 600 человек попали в Бутырскую тюрьму и репрессированы. Тогда же произошли бурные выступления студентов других учебных заведений с требованиями предоставления университетской автономии, возвращения к уставу 1863 года, отмены ограничений при поступлении в университеты, предоставления свободы преподавания, студенческих корпораций.
Новый этап в студенческом движении связан с распространением марксизма в 1890-е годы. В связи с многочисленными арестами в 1894 году возникло «Общество вспомоществования», занимавшееся организацией помощи сосланным и арестованным. В целом, студенческое движение в 1890-е годы крепнет. Всероссийские студенческие забастовки 1899, 1901, 1902, 1905 годов сыграли роль в развитии последующего революционного движения.